# Ibrahim Sadiq
Ibrahim Sadiq (født 7. maj 2000) er en ghanesisk fodboldspiller, der spiller for den hollandske klub AZ Alkmaar.

## Klubkarriere

### FC Nordsjælland
Den uofficielle debut fik Sadiq den den 4. juli 2018 i en venskabskamp mod det belgiske hold Beerschot Wilrijk. Han scorede samtidig et mål efter 72 minutter, der ledte frem til en 3-2-sejr.
Sadiq fik sin offielle debut i Superligaen for FC Nordjælland den 15. juli 2018, da han samtidigt med Jacob Steen Christensen blev skiftet ind i det 73. minut i stedet for Benjamin Tiedemann og Andreas Skov Olsen i en 1-0-sejr over Esbjerg fB.

## Landsholdskarriere
Sadiq deltog i U17 VM i fodbold 2017 for Ghana, hvor holdet nåede til kvartfinalerne. Han blev både kampens spiller og matchvinder, da han scorede kampens ene mål i første kamp mod Colombia.